# Lilla Brattön

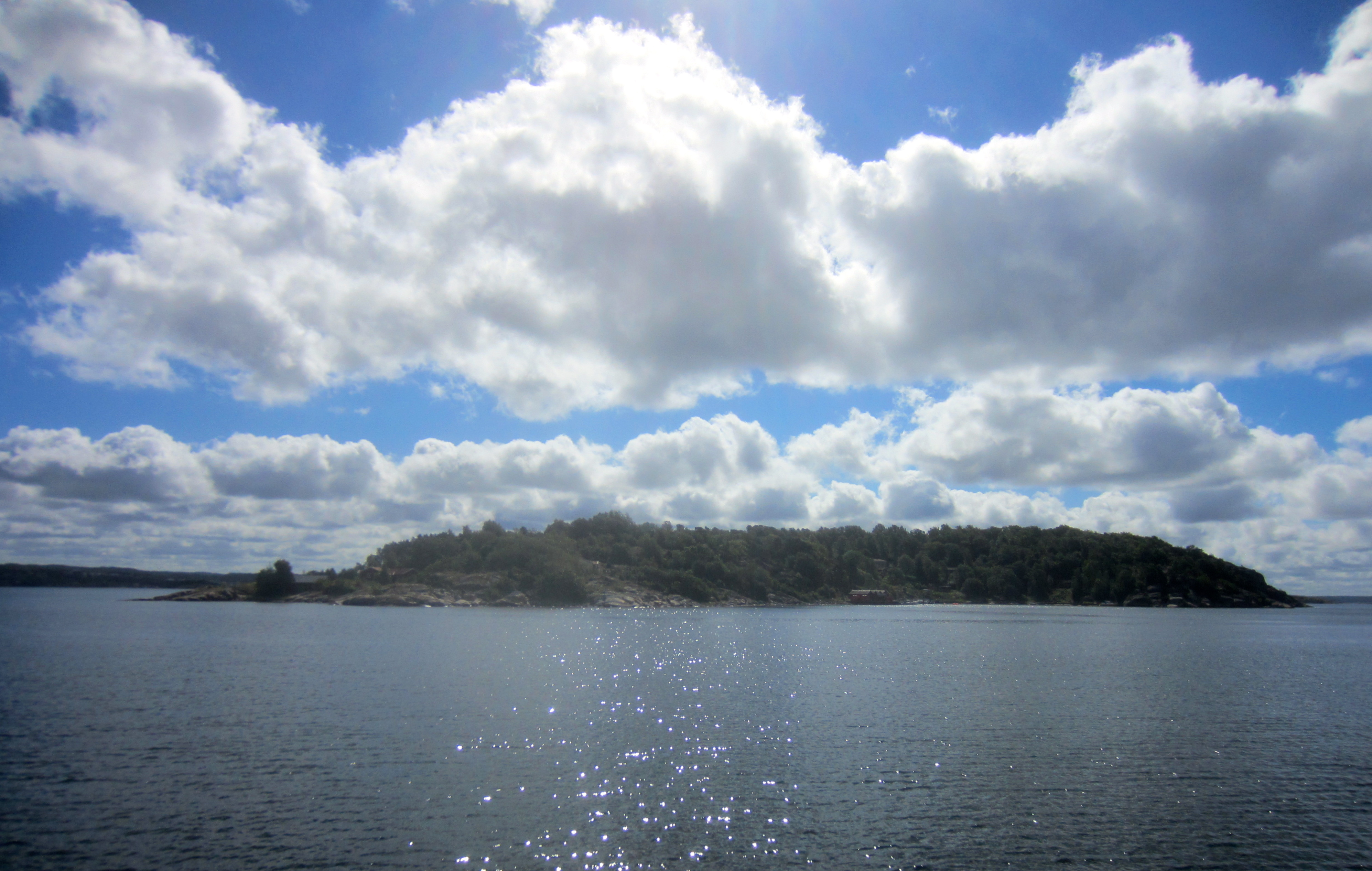
Lilla Brattön sedd från Almöstrand.

Lilla Brattön ligger sydost om Myggenäs och strax söder om Tjörnbron.

Lilla Brattön - den lilla branta ön - är en ö i Valla socken och Tjörns kommun. Den är på cirka 14 hektar och ligger i norra Hakefjorden strax söder om Tjörnbron. 
Den högre och större Brattön ligger i södra Hakefjorden vid Lövön och Älgön.

## Historik

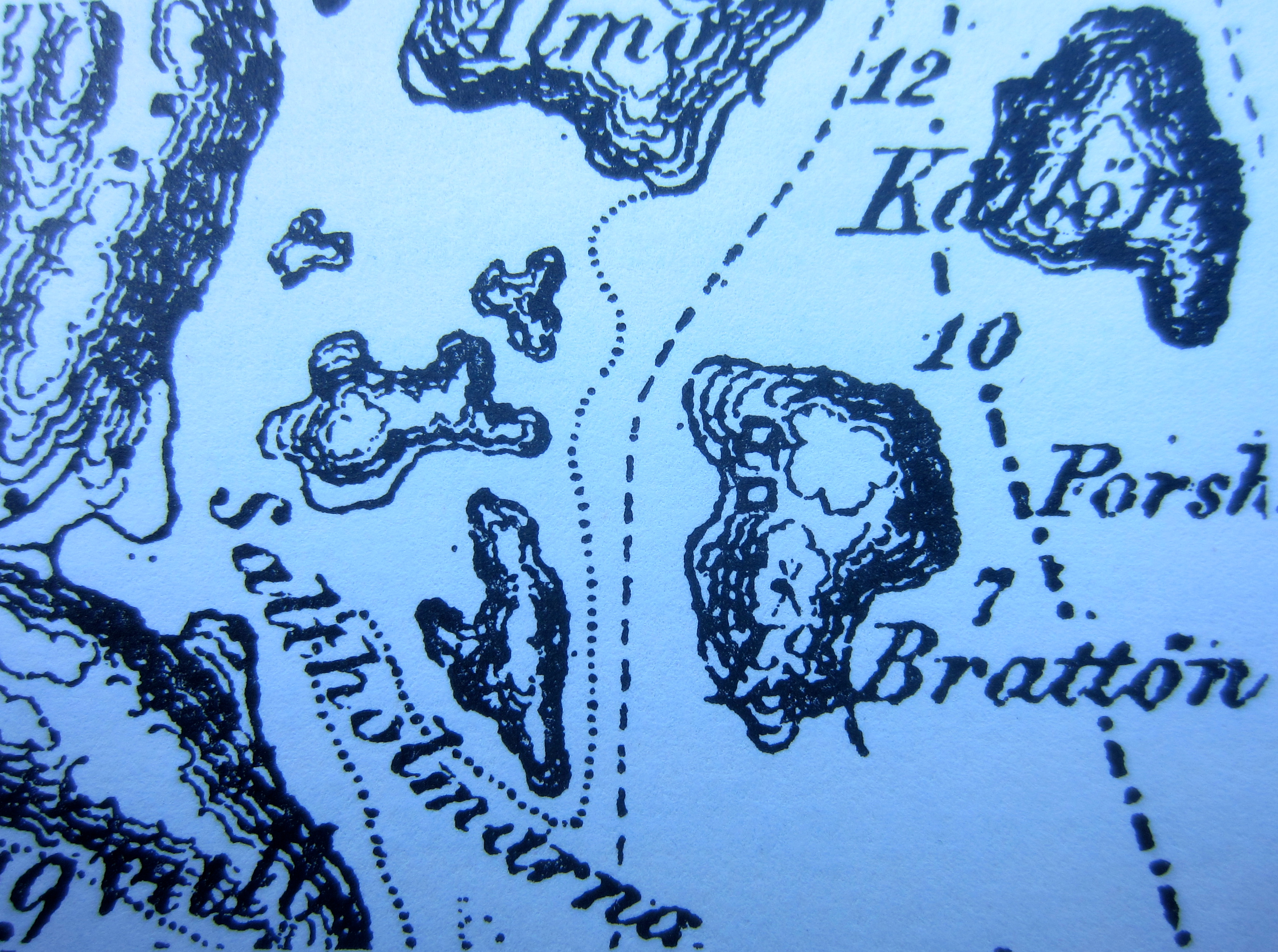
"Topografiska Corpsens Karta" från 1863 med Saltholmarna, Almön, Lilla Brattön och Källön. Lägg märke till karttecknet för "Väderkvarn" på södra L. Brattön.

Redan på 1600-talet är Lilla Brattön upptecknad i längderna för Valla socken i Tjörns härad. Här fanns tidigt en kvarn och många båtar kom med säd till malning. Vad som finns kvar av detta är en misslyckad kvarnsten, som ligger i en skreva i berget på sydvästra delen av ön. Av de två ursprungliga gårdarna är Gamla Stället från 1700-talet den äldsta.
Ernst Manker har i sin bok “Tjörn och broarna” från 1969 beskrivit, att “år 1765 byggde handelsman Busk [Johan Busch]från Göteborg en väderkvarn på den till Tjörn räknade Lilla Brattön. Därmed inledde han en 200-årig väderkvarnsepok på Tjörn”. Hans hustru, Anna Thalena Gathe, var syster till Lars Gathenhielm. Med all sannolikhet var det makarna Busch, som uppförde det "Gathenhielmska huset" i Göteborg. Konvojkommissarien Johan Busch och hans släkt ägde detta hus under åren 1737–1816.
Av "Karta öfver en del af Bohusläns skärgård - Afmätt, plicktad och undersökt af O. J. Hagelstam År 1804" framgår, att en väderkvarn var belägen på Lilla Brattöns nordvästra höjd, nära nuvarande Norrstugan. På en senare karta - "Topografiska Corpsens Karta" - från 1863 är en väderkvarn utmärkt även på södra delen av ön.
De två ägarna till Lilla Brattön delade på 1700-talet upp ön i smala stråk – kampen om den bästa åkermarken visade sig på detta sätt. Det kan vara en av anledningarna till, att det finns så många körsbärs- och äppelträd på ön. Ön består fortfarande av två fastigheter – Lilla Brattön 1:2 och 1:3. 
Fram till i slutet av 1800-talet har “sillen gått till” under sillperioderna. Då har man landat sill på ön för ett trankokeri med fyra kittlar och ett salteri tillhörande Thure Lundgren i Göteborg. Detta låg i närheten av nuvarande Sjöstugan och Bastun vid det som då kallades "Ahlewiken". Rester från 1765 och framåt av de gamla kajerna syns fortfarande vid Badviken.

## En donation för rekreation och semester
Ön delägs av Industrifacket Metalls medlemmar på SKF. Ön förvaltas därför delvis av "SKF:s Arbetares Förening Lilla Brattön" och AB Insula. Den donerades den 10 december 1926 av en av SKF:s grundare, Sven Wingquist och hans maka Hildur.  När han fyllde femtio år ingick bland gratulanterna även två styrelsemedlemmar från SKF:s arbetarklubb, vilka "åkte upp med en blomsterkvast och kom tillbaka med en halv ö". Den andra halvan hade SKTF:s tjänstemän fått. Efter några år överlät de denna till arbetarnas förening för 17 500 kronor.
Lilla Brattön används sedan 1928 för rekreation och semestervistelse - huvudsakligen under juni-augusti. Restaurang med kiosk är öppna under säsongen. Det fanns tidigare ekor för uthyrning och numera en mindre gästhamn för besökande båtar.
År 1946 fick föreningen ytterligare en ö donerad till sig av Sven Wingquist. På dennes 70-årsdag erhöll föreningen medel för köp av Källön, belägen strax nordost om Lilla Brattön. Denna ö var avsedd som en "utflyktsö" för de boende på Lilla Brattön. Inför bygget 1958–60 av Almöbron fick dåvarande Väg- och vattenbyggnadsstyrelsen medgivande av Lilla Brattön, att förlägga brofästen och vägbank över Källön. Denna ö förlorade därmed sin funktion som utflyktsö. Istället har Källön utvecklats till en form av vildvuxet naturreservat mellan Almön och Stenungsön. 
Intill vägen på Källön har två kungar skrivit sina namnteckningar på bergssidan. Efter invigningen av Almöbron den 15 juni 1960 var det Gustaf VI Adolf som skrev. Hans sonson Carl XVI Gustaf skrev sitt namn vid Tjörnbrons invigning den 9 november 1981.

## Naturnära stugor
På öns 28 tunnland - cirka 138 000 kvadratmeter - finns ett 70-tal stugor i olika kategorier. Av dessa är 32 moderna - exempelvis stugorna Björkstugan och Havsviken. I anslutning till blomsterhusen - exempelvis Blåklinten och Resedan; fågelhusen - exempelvis Ejdern och Ugglan, samt de omoderna husen - exempelvis Furuskog och Sjölyckan. För dessa hus finns det tre servicehus, som är utrustade med dusch, toalett och tvättmaskin. På ön fanns tidigare möjlighet att tälta.

## Aktivt semesterliv

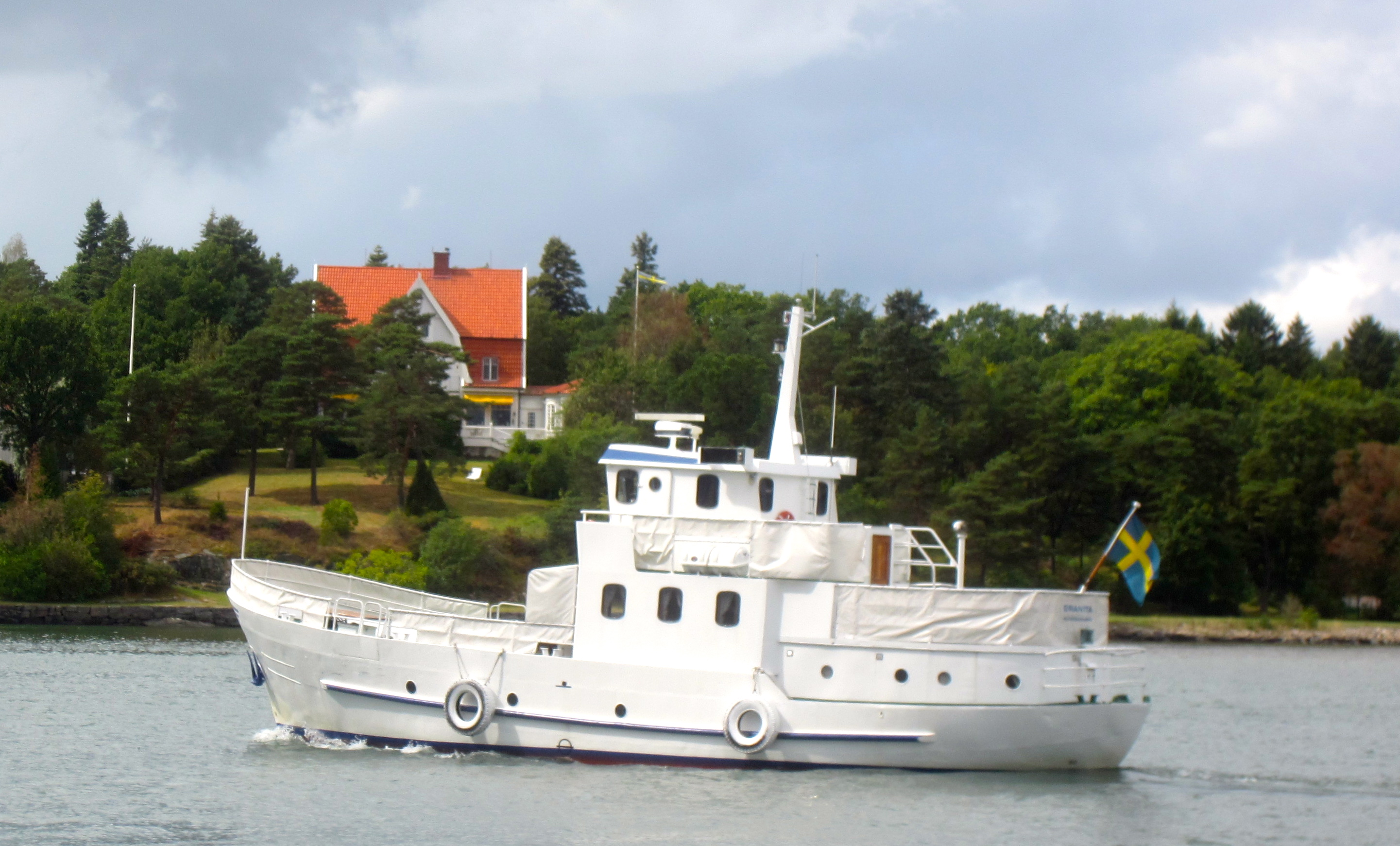
M/S Granita på väg till Lilla Brattön.

Under semesterperioden ordnas olika slag av aktiviteter och tävlingar för både barn och vuxna. Dansar gör man antingen vid dansbanan eller på bryggan. På ön finns också minigolfbana med 18 hål, boulebana och en ordnad lekplats. Under säsongen anordnas simverksamhet för öns barn och ungdomar. Många unga och äldre badgäster tar varje sommar simborgarmärket och andra simmärken.

## Färjetrafik med fastlandet och Almön
Passargeraretrafiken till och från ön sköts under säsongen av M/S Granita, som efter turlista trafikerar Almön vid Myggenäs. Från sommaren 2019 angörs inte längre bryggan vid Stenungstorg i Stenungsund. På Almön disponerar Lilla Brattön en egen brygga och en ramp för räddningsfordon samt parkeringsplats för boende och gäster på ön.